# Emir Abdelkader (Jijel)
Pour les articles homonymes, voir Émir Abdelkader (homonymie).
Emir Abdelkader est une commune de la wilaya de Jijel en Algérie.

## Géographie

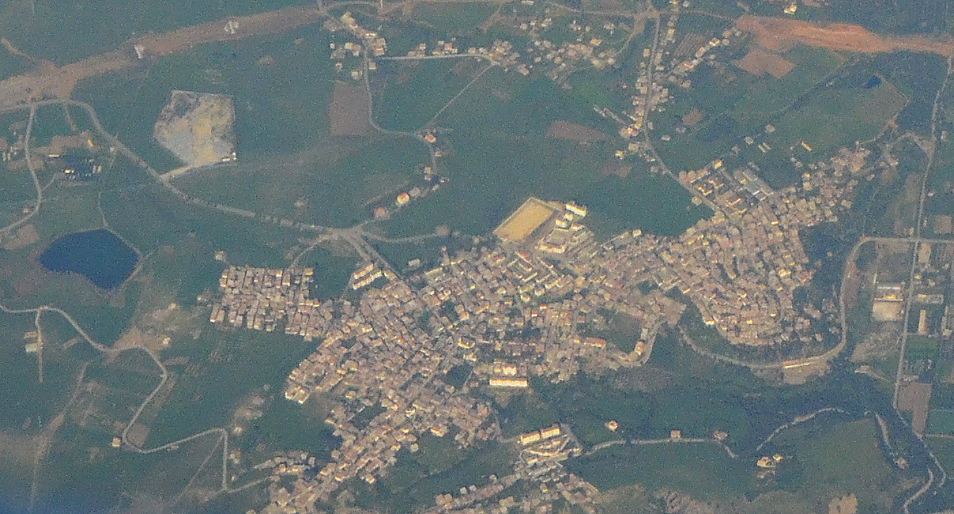
Vue aérienne d'Emir Abdelkader

### Situation
Le territoire de la commune d'Emir Abdelkader se situe au nord de la wilaya de Jijel à environ 14 km du chef lieu de la wilaya.
| Jijel   | Mer Méditerranée | Taher    |
| Kaous   | Emir Abdelkader  | Taher    |
| Texenna | Texenna,Ouadjana | Ouadjana |

### Localités de la commune
La commune d'Emir Abdelkader est composée de onze localités :

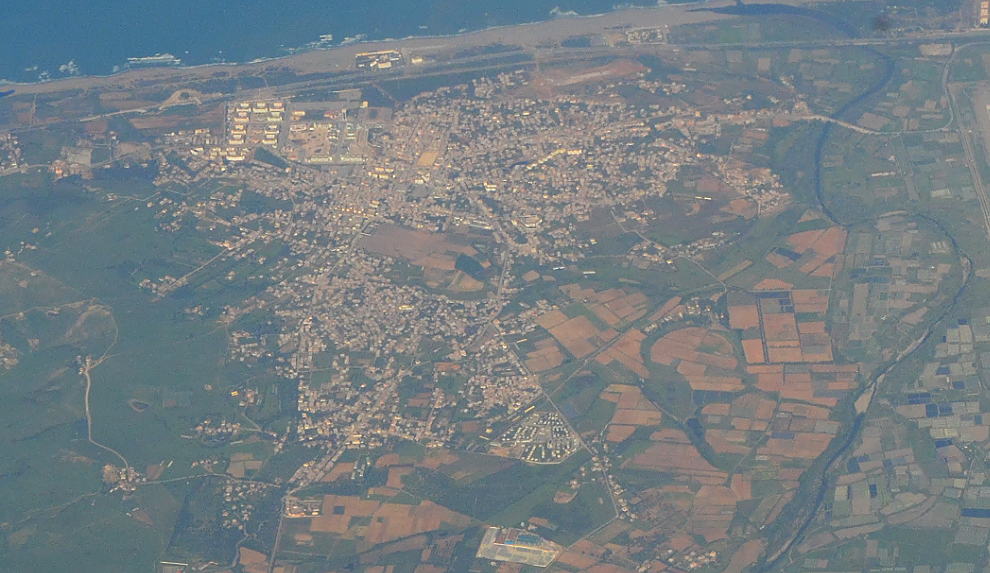
Vue aérienne de Tassoust

- Bouhadoune
- Boutro
- El Achouat
- Tamilla
- Emir Abdelkader
- Hedjira
- Hemara
- Medechra
- Ouled Ali
- Tassoust
- « Zone d'activité » de la commune

## Histoire

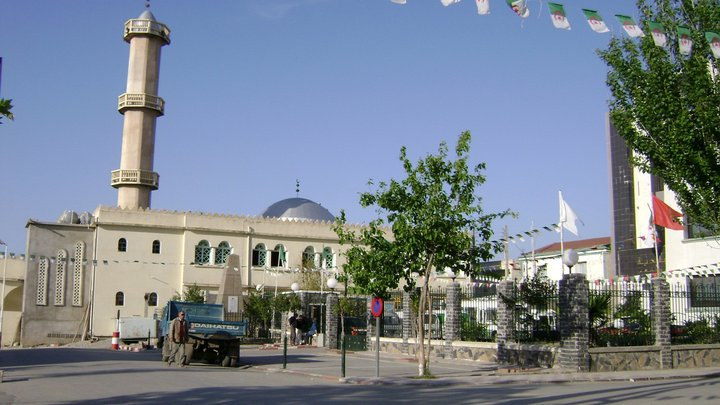
Mosquée de la ville

Appelée " Strasbourg" à l'époque coloniale.